# Víctor Parada González
Víctor Parada González (nascut el 4 d'abril de 2002) és un futbolista professional espanyol que juga com a lateral esquerre al Deportivo Alavés.

## Carrera professional
Parada és un producte juvenil de l'Atlètic de Madrid i del Rayo Vallecano, i va acabar el seu desenvolupament juvenil a Àustria amb el FC Red Bull Salzburg del 2018 al 2020. El 10 d'agost de 2020 va ser transferit al Deportivo Alavés, jugant a l'equip juvenil abans de debutar com a sènior amb el filial.
Parada va passar la temporada 2021-22 amb l'equip filial Club San Ignacio a la Tercera Divisió RFEF. L'1 d'agost de 2022, va ser cedit al Real Unión a la Primera Federació per a la temporada 2022-23, abans de tornar a l'Alavés el juliol de 2023 i ser assignat de nou a l'equip B.
El 6 de desembre de 2023, Parada va debutar amb el primer equip amb els Babazorros, com a titular en una victòria per 1-0 a la Copa del Rei contra el Terrassa FC. Vuit dies després, va ampliar el seu contracte amb el club fins al 2026.
Parada va fer el seu debut a la Lliga el 12 de gener de 2024, substituint a Carlos Vicente al final de la victòria per 3-2 fora del Sevilla FC. L'11 d'agost, va ser cedit al CD Mirandés de Segona Divisió per a tota la campanya 2024-25.